# Arecibo
Arecibo är en kommun på den nordliga kusten av Puerto Rico, väster om Florida Municipio. Kommunen ligger cirka 80 km väster från huvudstaden San Juan. Arecibo är den kommun med störst yta i hela landet och har en folkmängd på 96 440 personer (2010).
Arecibo-observatoriet var världens största radioteleskop fram till 2016 och ligger i Arecibo.